# Bolangera sankarani
Bolangera sankarani är en stekelart som beskrevs av Hayat och John S. Noyes 1986. Bolangera sankarani ingår i släktet Bolangera och familjen sköldlussteklar. Inga underarter finns listade.